# Flybridge

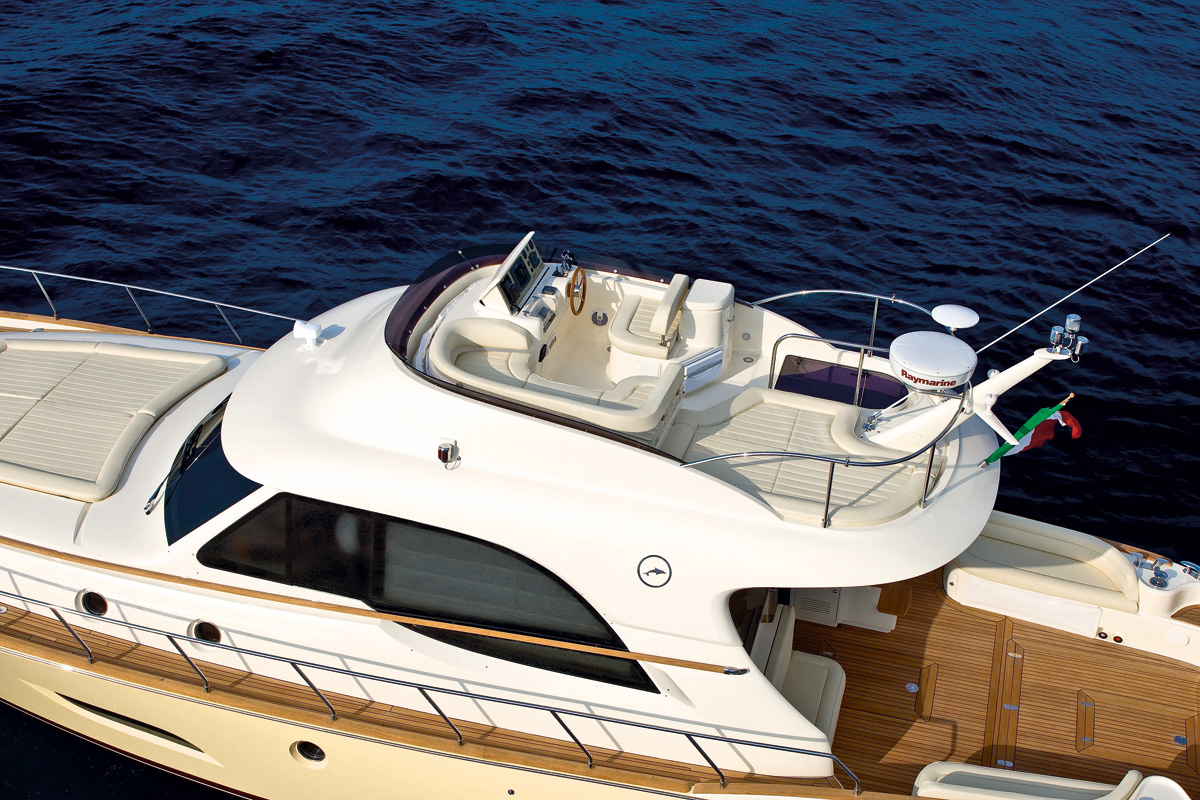
Flybridge på en motoryacht.

Flybridge är en utbyggnad på fartyg utanför 
bryggan eller styrhytten. Denna används för att, i hamn eller vid andra tillfällen, ge bättre sikt när manöver behövs.
På fritidsbåtar är en flybridge en styrhytt uppe på båtens tak.